# Putlitzer Stadtheide
Das Naturschutzgebiet Putlitzer Stadtheide liegt auf dem Gebiet der Stadt Putlitz im Landkreis Prignitz in Brandenburg.
Es erstreckt sich westlich von Mansfeld, einem Ortsteil von Putlitz, und südöstlich von Karlshof, einem bewohnten Gemeindeteil von Putlitz. Nördlich des Gebietes verläuft die Landesstraße L 13, unweit nordöstlich und östlich fließt die Sagast, ein Zufluss der Stepenitz.

## Bedeutung
Das rund 44,8 ha große Gebiet mit der Kennung 1630 wurde mit Verordnung vom 25. Oktober 2010 unter Naturschutz gestellt.